# Hrastje pri Mirni Peči
Hrastje pri Mirni Peči – wieś w Słowenii, w gminie Mirna Peč. W 2018 roku liczyła 93 mieszkańców.